# Jaqueline Ribeiro
Jaqueline Ribeiro dos Santos Almeida (Guarulhos, 31 de março de 2000) é uma futebolista brasileira, que atua como atacante. Atualmente joga pelo Corinthians.

## Carreira
Jaqueline nasceu na cidade de Guarulhos, em 31 de março de 2000. Começou praticando futsal, mas acabou mudando para o futebol. No início de sua carreira, integrou o elenco de clubes como Portuguesa Santista e Santos. Por este último, ganhou o Campeonato Paulista.

### São Paulo
Em 2019, foi anunciada como reforço do São Paulo. Logo, assumiu uma vaga dentre as titulares, tendo sido uma das principais jogadoras do clube na Série A2 do Campeonato Brasileiro. Inclusive, nesta competição, vencida pelo São Paulo, Jaqueline marcou cinco gols. Em 2020, recebeu o prêmio de Revelação do Campeonato Brasileiro de 2020, campeonato pelo qual fez 11 jogos, marcou quatro gols e deu uma assistência. No ano seguinte, ganhou a primeira edição da Brasil Ladies Cup. No final de sua passagem pelo São Paulo, em 2021, fez 77 jogos e marcou 25 gols.

### Corinthians
Em 5 de janeiro de 2022, foi anunciada como reforço do Corinthians, o primeiro do ano. Fez sua estreia em 6 de fevereiro, em um jogo contra o Palmeiras, válido pela Supercopa do Brasil. Poucos dias depois, sagrou-se campeã da mesma competição. No dia 24 de setembro, conquistou o título do Campeonato Brasileiro, marcando o gol de empate na final contra o Internacional.

## Títulos

### Corinthians
- Campeonato Brasileiro: 2022[7]
- Supercopa do Brasil: 2022[1], 2023

### Santos
- Campeonato Paulista: 2018[8]

### São Paulo
- Campeonato Brasileiro - Série A2: 2019[5]
- Brasil Ladies Cup: 2021[5]

### Prêmios individuais
- Revelação do Campeonato Brasileiro de 2020[4]